# Orumcekia pseudogemata
Orumcekia pseudogemata là một loài nhện trong họ Agelenidae.
Loài này thuộc chi Orumcekia. Orumcekia pseudogemata được Yajun Xu & S. Q. Li miêu tả năm 2007.